# Habo landskommun
Habo landskommun var en tidigare kommun i dåvarande Skaraborgs län.

## Administrativ historik
Kommunen bildades i Habo socken i Vartofta härad vid kommunreformen 1862. Vid kommunreformen 1952 bildades den en "storkommun" genom inkorporering av Gustav Adolfs landskommun.
1971 ombildades landskommunen till Habo kommun.
Kommunkoden 1952-1970 var 1623.

### Kyrklig tillhörighet
I kyrkligt hänseende tillhörde kommunen Habo församling. Den 1 januari 1952 tillkom Gustav Adolfs församling.

## Geografi
Habo landskommun omfattade den 1 januari 1952 en areal av 262,87 km², varav 259,23 km² land.

### Tätorter i kommunen 1960
| Tätort  | Folkmängd |
| ------- | --------- |
| Habo    | 1 768     |
| Furusjö | 219       |

Tätortsgraden i kommunen var den 1 november 1960 43,7 procent.

## Politik

### Mandatfördelning i valen 1950-1966
| 7 | 10 | 3 | 4 |

| 24 |

| 8 | 7 | 9 |

| 24 |

| 7 | 8 | 9 |

| 24 |

| 11 |  | 11 | 9 | 3 |

| 34 |

| 11 | 2 | 8 | 9 | 5 |

| 33 |

| 10 | 2 | 10 | 8 | 5 |

| 33 |

| 12 | 9 | 9 | 5 |

| 33 |

| 11 | 9 | 7 | 2 | 6 |

| 33 |